# Алыбай (Новосибирская область)
Алыбай — упразднённый аул в Карасукском районе Новосибирской области. На момент упразднения входил в состав Михайловского сельсовета. Исключен из учётных данных в 1983 году.

## География
Аул располагался у северо-западной оконечности озера Чебачье, в 4,5 км (по прямой) к востоку от города Карасук.

## История
Аул был основан в 1901 г. В 1928 году аул Алыбаевский состоял из 110 хозяйств. В административном отношении входил в состав Красукского сельсовета Черно-Курьинского района Славгородского округа Сибирского края.
Решением Новосибирского облисполкома от 24.03.1983 г. № 191 аул исключен из учётных данных в связи с выездом населения.

## Население
В 1928 году в ауле проживало 486 человек (252 мужчины и 234 женщины), основное население — киргизы (казахи).